# České samohlásky
Tento lingvistický článek pojednává o českých samohláskách z fonetického a fonologického hlediska.

## Přehled
Čeština má 10 jednoduchých samohláskových fonémů, z toho 5 krátkých a 5 dlouhých, a 3 dvojhlásky.

### Monoftongy
| Hláska            | IPA               | Název                                             | Pravopis          |
| Dlouhé samohlásky | Dlouhé samohlásky | Dlouhé samohlásky                                 | Dlouhé samohlásky |
| ----------------- | ----------------- | ------------------------------------------------- | ----------------- |
| /í/               | /iː/              | Dlouhá zavřená přední nezaokrouhlená samohláska   | í, ý *            |
| /ú/               | /uː/              | Dlouhá zavřená zadní zaokrouhlená samohláska      | ú, ů *            |
| /é/               | /ɛː/              | Dlouhá středová přední nezaokrouhlená samohláska  | é                 |
| /ó/               | /oː/              | Dlouhá středová zadní zaokrouhlená samohláska     | ó                 |
| /á/               | /aː/              | Dlouhá otevřená přední nezaokrouhlená samohláska  | á                 |
| Krátké samohlásky |                   |                                                   |                   |
| /i/               | /ɪ/               | Krátká zavřená přední nezaokrouhlená samohláska   | i, y *            |
| /u/               | /ʊ/               | Krátká zavřená zadní zaokrouhlená samohláska      | u                 |
| /e/               | /ɛ/               | Krátká středová přední nezaokrouhlená samohláska  | e, ě *            |
| /o/               | /o/               | Krátká středová zadní zaokrouhlená samohláska     | o                 |
| /a/               | /a/               | Krátká otevřená střední nezaokrouhlená samohláska | a                 |

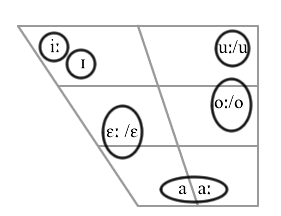
Výslovnost českých samohlásek dle IPA, znázorněná pomocí Hellwagova trojúhelníku

* Grafické rozlišení těchto samohlásek v písmu je dáno historickými důvody, nemá vliv na jejich současnou výslovnost. Podrobnější informace naleznete v článku  Český pravopis.

### Diftongy
V češtině existují 3 dvojhlásky (diftongy):
/au/ [aʊ̯] (ve spisovné češtině se vyskytuje pouze v citoslovcích a slovech cizího původu)
/eu/ [eʊ̯] (ve spisovné češtině se vyskytuje pouze ve slovech cizího původu)
/ou/ [oʊ̯]
Všechny tyto dvojhlásky jsou klesavé, slabičný vrchol představuje první část, zatímco druhá část je tvořena klouzavým polovokálem [ʊ̯] (neslabičné u).
Skupiny samohlásek <ia, ie, ii, io, iu> v cizích slovech se za dvojhlásky obvykle nepovažují, vyslovují se s [j] mezi samohláskami [ɪja, ɪjɛ, ɪjɪ, ɪjo, ɪju].
Dvojhlásky bývají tradičně přiřazovány k dlouhým samohláskám.
Tyto dvojhlásky se v češtině zpravidla považují za jednotné fonémy spíše než za spojení dvou samostatných fonémů. Důvodem je to, že fungují jako celek, který nelze rozdělit. Naopak jiná situace nastává, pokud dojde setkání samohlásky a /u/, které patří dvěma morfémům při odvozování slov afixy a skládáním. Každá z této dvoji samohlásek je samostatným slabičným vrcholem, slabičný předěl je navíc ve výslovnosti zpravidla zvýrazněn rázem. Srovnej:
koupit [koʊ̯pɪt] – dvojhláska /ou/
použít [poʔʊʒiːt] – setkání /o/ + /u/ na hranici předpony a kořene slova
Z fonetického hlediska je možné za dvojhlásku považovat i tautosylabické (stejnoslabičné) spojení samohlásky a /j/ (např. [ɛɪ̯]/[ɛj], z hlediska fonologické funkce však jde spojení dvou fonémů (/e/ + /j/).

## Distinktivní rysy
České monoftongy se z fonologického hlediska posuzují podle rozlišujících (distinktivních) rysů, které vytvářejí následující opozice:
- privativní opozice kvantity (délky): dlouhá – krátká;
- graduální opozice otevřenosti: zavřená/vysoká – středová – otevřená/nízká;
- graduální opozice přednosti/zadnosti: přední – střední – zadní.

Tyto opozice a rysy souvisejí se způsobem tvorby (artikulace) samohlásek.
Mezi distinktivní rysy nepatří zaokrouhlenost, kterou se vyznačují zadní samohlásky. Zaokrouhlenost souvisí s jejich akustickými vlastnostmi, ale sama nemá v češtině schopnost rozlišovat význam.

### Typ systému
Podle výše uvedených opozic (a způsobu artikulace) se české samohlásky schematicky zakreslují pomocí Hellwagova trojúhelníku (viz obrázek). Český systém samohlásek je trojúhelníkový a třístupňový.
Základní systém vytvářejí krátké samohlásky. Dlouhé samohlásky vytvářejí odvozený systém. Tyto dva systémy jsou vzájemně symetrické, i když frekvence využití jednotlivých fonémů je různá. Dlouhé /ó/ se vyskytuje jen ve slovech cizího původu a v citoslovcích.

## Artikulace

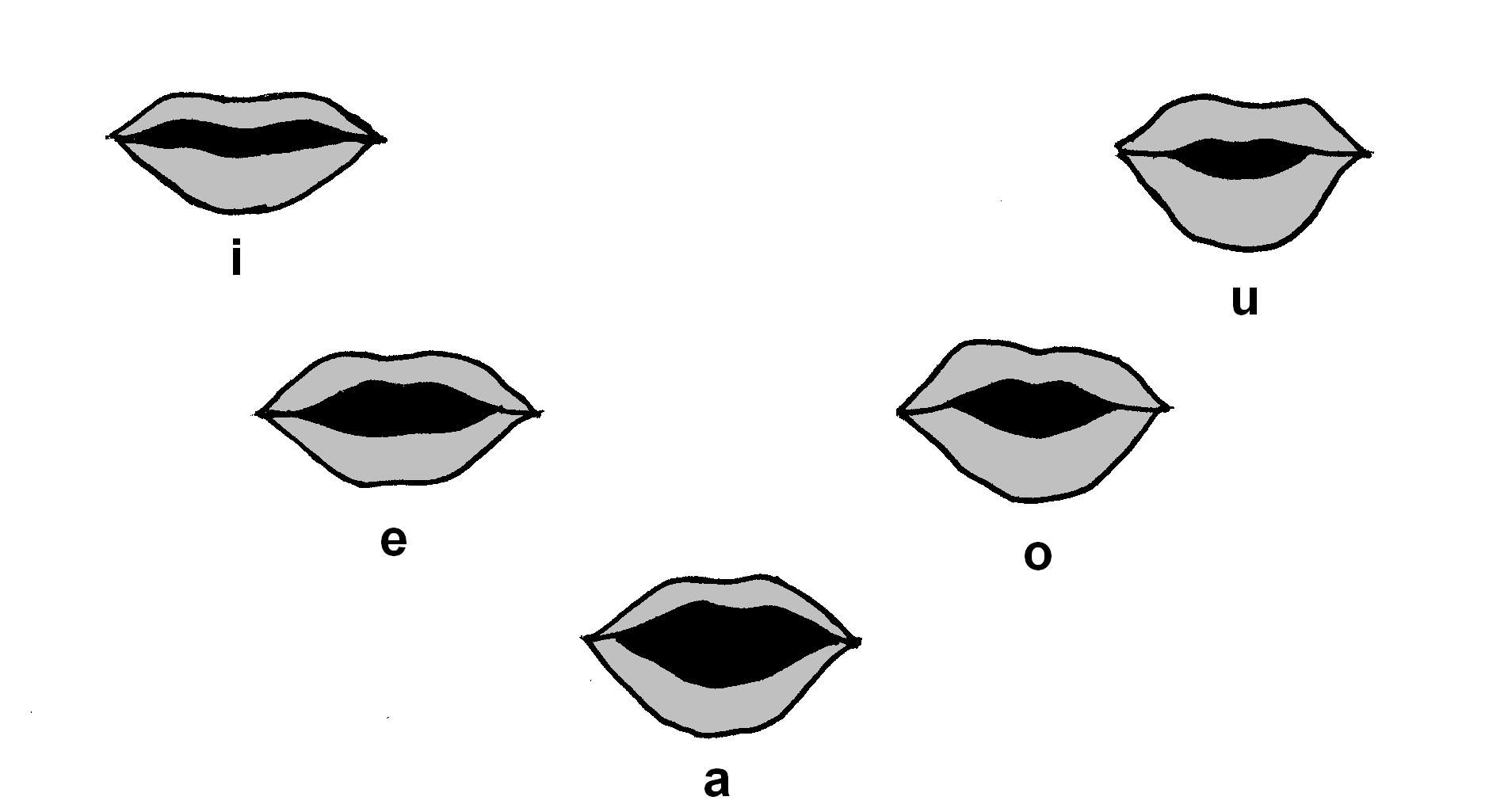
Práce úst při artikulaci českých samohlásek

Samohlásky jsou tvořeny rozechvíváním hlasivek vydechovaným proudem vzduchu. Vyznačují se relativní otevřeností ústní dutiny oproti souhláskám. Proudu vzduchu není při průchodu ústní dutinou kladena žádná překážka, takže nevzniká šum. Rezonance, které modifikují tón vzniklý v hlasivkách, jsou závislé na tvaru ústní dutiny. Velikost úhlu, který svírá dolní čelist s horní (i u zavřených samohlásek je tento úhel větší než u souhlásek), a horizontální a vertikální poloha jazyka jsou zásadními faktory, které ovlivňují výsledný sluchový dojem. Ten ovlivňuje také tvar úst – zaokrouhlenost (protruze) nebo napjatost (komprese) rtů. V češtině se zadní samohlásky vyslovují se zaokrouhlenými rty, zatímco při výslovnosti předních samohlásek jsou rty napjaté. Zaokrouhlenost rtů prohlubuje sluchový rozdíl mezi předními a zadními samohláskami.
Vertikální poloha jazyka souvisí s otevřeností, proto se vysoké samohlásky označují také jako zavřené, nízké jako otevřené.
| Rozdělení českých samohlásek | Rozdělení českých samohlásek | Rozdělení českých samohlásek | Rozdělení českých samohlásek |
| ---------------------------- | ---------------------------- | ---------------------------- | ---------------------------- |
| podle polohy jazyka          | přední                       | střední                      | zadní                        |
| vysoké                       | i ~ í                        |                              | u ~ ú                        |
| středové                     | e ~ é                        |                              | o ~ ó                        |
| nízké                        |                              | a ~ á                        |                              |
| podle postavení rtů          | nezaokrouhlené               | nezaokrouhlené               | zaokrouhlené                 |

Při výslovnosti českých samohlásek je měkkým patrem vždy uzavřen průchod vzduchu do nosní dutiny. Případná nazalizace (ovlivnění výslovnosti průchodem vzduchu nosní dutinou) je projevem regionální výslovnosti, ve spisovných projevech je považována za nežádoucí.
Výslovnost českých samohlásek se regionálně liší. Pro Moravu je typická zavřenější výslovnost, v Čechách, především pak v Praze, je výslovnost otevřenější. Pro standardní (spisovnou) výslovnost je určité rozmezí v otevřenosti přijatelné. Jako nářeční se hodnotní extrémní otevřenost nebo zavřenost, zvlášť pokud je na úkor srozumitelnosti a může vést k záměně na straně příjemce.
Samohlásky jsou rovněž vždy znělé, tj. hlasivky při jejich artikulaci kmitají. Neznělá výslovnost se může objevit v běžném hovoru náhodně mezi dvěma neznělými souhláskami (např. i ve slove architektura), což nemá žádný vliv na význam slov.

## Akustika
Z fyzikálního (akustického) hlediska jsou samohlásky složené tóny bez šumů. Jejich základní frekvence F0 je u všech stejná (závislá na individuálních hlasových charakteristikách každého člověka). F0 se vytváří kmitáním hlasivek.

### Formanty
Jednotlivé samohlásky se liší barvou tónů (témbrem), která je dána vlivem spolupodílejících se vedlejších frekvencí – formantů, které vznikají rezonancí dutin (ústní, hltanová, nosní). Rezonance je ovlivňována změnami tvaru těchto dutin během řeči podle polohy mluvidel (artikulátorů). Podle stoupající frekvence se formanty označují F1, F2 atd., přičemž F1 a F2 a jejich vzájemný poměr mají pro znění hlásky zásadní význam.
- Formant F1 souvisí s otevřeností, F1 má nižší frekvenci u vysokých (zavřených) samohlásek.
- Formant F2 souvisí s předností/zadností. Přední samohlásky mají vyšší frekvenci F2 než zadní. Zadnost je však lépe vystihována vzájemným poměrem F1 a F2 než samotným F2.

| Hláska | F1 [Hz]  | F2 [Hz]   |
| ------ | -------- | --------- |
| i, í   | 300–450  | 2100–2800 |
| e, é   | 500–700  | 1600–2100 |
| a, á   | 800–1100 | 1100–1500 |
| o, ó   | 500–700  | 900–1200  |
| u, ú   | 300–500  | 600–1000  |

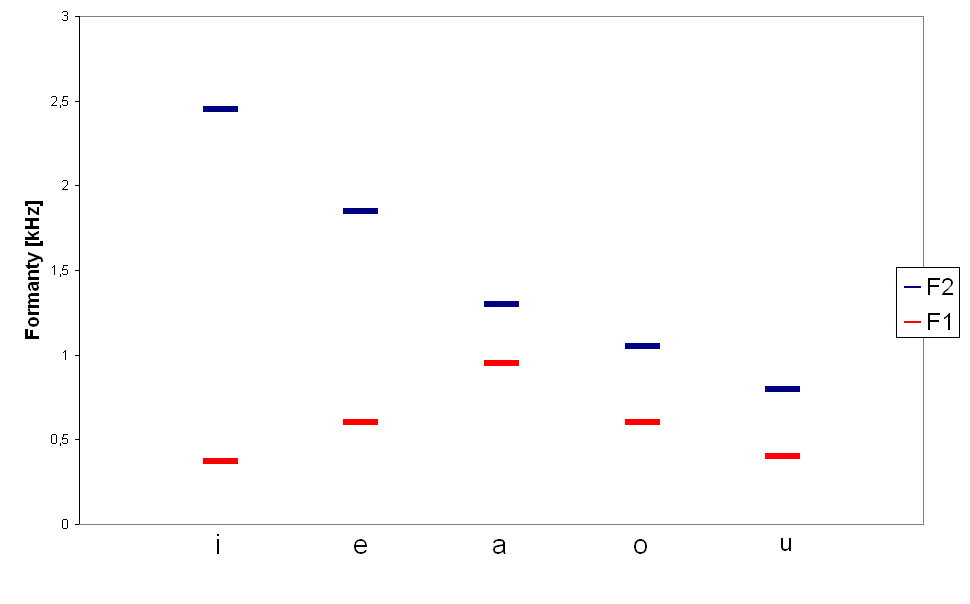
Hodnoty formantů F1 a F2 u českých samohlásek

Autoři neuvádějí zvlášť hodnoty pro krátké a dlouhé samohlásky, rozdíly vyjadřují v procentech. Uvádějí, že dlouhé á bývá o něco nižší a zadnější než a. Dlouhé é bývá přednější a zavřenější než e. F2 a F1 dlouhého í jsou přibližně o 10 % vyšší než u krátkého i. Posun formantů dlouhého ó nepřesahuje 5 % (ó bývá zadnější a zavřenější než o). Stejná situace jako u hlásek o, ó je i v případě hlásek u, ú.
Všechny samohlásky se tedy vyznačují přítomností formantů ve zvukovém spektru, což se označuje jako vokálnost.
Samohlásky /a, á/ se označují jako kompaktní, neboť mají formanty uprostřed spektra (viz obrázek). Samohlásky /i, í, u, ú/ jsou difúzní, neboť jejich formanty se nacházejí na okraji spektra.

### Délka trvání
Délka (kvantita) samohlásek je v češtině důležitým distinktivním rysem. Dlouhé samohlásky mají přibližně 2x delší trvání oproti krátkým. Objektivní délka trvání je ovlivňována mnoha okolnostmi (individuální styl, emoce, rychlost mluvení aj.). Přibližná rozmezí trvání českých samohlásek jsou shrnuta v tabulce.
Dlouhé samohlásky se v písmu označují diakritickým znaménkem – čárkou (á, é, í, ó, ú, ý), v případě dlouhého /ú/ též kroužkem (ů) (z historických důvodů).
| i | 5–10 cs | í | 10–14 cs |
| e | 6–12 cs | é | 16–22 cs |
| a | 9–16 cs | á | 19–30 cs |
| o | 7–13 cs | ó | 12–24 cs |
| u | 6–12 cs | ú | 12–24 cs |

## Alofony
Realizace českých samohlásek v řeči je poměrně stálá, hláskovým okolím je ovlivněna relativně málo. Existující alofony mají povahu volných variant, tj. nejsou podmíněny pozicí a hláskovým okolím, ale závisejí na jednotlivých mluvčích, rozdíly jsou podmíněny hlavně regionálně. Obecně platí, že na Moravě se samohlásky vyslovují zavřenější než v Čechách. Pokud není otevřenost či zavřenost extrémní (a na úkor srozumitelnosti), hodnotí se tyto varianty jako spisovné.
Výslovnost středových fonémů /e, é/ kolísá od polozavřeného [e(ː)] až po polootevřené [ɛ(ː)]. Ve středních Čechách a v Praze se můžeme setkat s extrémně otevřenou výslovností jako [æ(ː)], která se hodnotní jako nářeční.
Výslovnost středových fonémů /o, ó/ kolísá od polozavřeného [o(ː)] až po polootevřené [ɔ(ː)]. Otevřenější výslovnost je rovněž charakteristická pro mluvčí z Čech. Symbol [ɔ(ː)] je některými autory používán při vědeckém přepisu výslovnosti pomocí znaků IPA namísto [o(ː)].
Výslovnost fonémů /i, í/ se svojí otevřeností ve středních Čechách může blížit výslovnosti [e(ː)], což může vést k nedorozumění, hodnotí se proto jako nářeční.
(Pozn.: K fonetickému přepisu výslovnosti jsou zde použity znaky IPA.)